# Cal Quec
Cal Quec és una masia del municipi de Castellfollit de Riubregós (Anoia) inclosa en l'Inventari del Patrimoni Arquitectònic de Catalunya.

## Descripció
Gran casal de pedra de carreus ben escairats i un arc de passatge que comunica les dues parts de què consta la casa. L'aspecte exterior està molt malmès, ja que els murs han sigut arrebossats i s'hi han fet algunes modificacions.